# アルバーニ・クラクワット地域
アルバーニ・クラクワット地域（アルバーニ・クラクワットちいき、英: Alberni-Clayoquot Regional District）は、ブリティッシュコロンビア州の地方行政区の1つ。バンクーバー島の西中央に位置している。

## 主な都市
- ポート・アルバーニ（Port Alberni）
- トフィーノ（Tofino）